# Баєр Микола Миколайович
Микола Миколайович Баєр (1886—1964) — український громадський та політичний діяч, поет, перекладач, пропагандист ідей охорони природи. Народився 4 грудня 1886 р. в німецькій родині інженера-землеміра в с. Бобрик тодішньої Харківської губернії (зараз це територія Сумської області). В автобіографіях зазначав себе як українця за національністю. Дід Андрія Гейма — нобелівського лауреата з фізики (графен)
У різних джерелах фігурує ціла низка різних варіантів написання його прізвища: Баєр, Бейєр, Байєр і навіть Байнер. Імовірно, таке різноманіття написання викликане пошуками правильної транскрипції німецького прізвища Baier (з німецької означає буквально «Баварський») у період формування єдиної української граматики у 1917—1920-х.
Від 1906 р. публікував поезії, пізніше виступав як талановитий перекладач творів Ернеста Томпсона Сетона («Лобо, король вовків на Корумпо», «Наші приятелі. Оповідання про собак») та В. Гауфа, надруковані 1918 року в Полтаві, у Полтавському видавництві. Микола Баєр упродовж кількох років також друкувався у журналах і газетах «Рідний край», «Селянське слово», «Українська хата», «Червона правда».

## Походження
Прадід М. М. Баєра тікав з Німеччини (Баварії) оскільки був засуджений до смертної кари через участь у селянських повстаннях. Мати М. М. Баєра Єлизавета Тимофіївна була на половину українка, наполовину туркеня.

## Життєвий шлях

### Освіта
Після завершення Катеринославської реальної школи,1904 р. вступив до Московського межового (геодезичного) інституту за фахом «Економіка й техніка землевпорядкування».

### Полтавський період. Природоохоронна робота
М. Баєр значився серед членів організованого 1913 року В. І. Вернадським та В. Ф. Ніколаєвим Полтавського товариства любителів природи. У науковому архіві Полтавського краєзнавчого музею зберігаються документи про діяльність товариства. У списку членів його записано під № 3 «Бейнер Николай Николаевич» без зазначення адреси.
Товариство було першою працюючою природоохоронною громадською організацією на території України. Вперше позиція представників Товариства у питаннях охорони природи прозвучала з вуст завідувача Природно-історичним музеєм М. Ф. Ніколаєва та лісівника В. М. Борткевича на Другому з'їзді лісовласників і лісівників (1913 р). Вони назвали уявлення сучасників про «первісний стан природи на нашій батьківщині» — примарним, наголосили, що існує загроза перетворення природи на «вічну згадку» для наступних поколінь.
У діяльності Товариства можна простежити досить суттєвий вплив М. М. Баєра, хоча буквальних згадок про його участь у роботі організації збереглось небагато. Так, у серпні 1913 року, після появи в його складі М. М. Бейєра, саме Земство звернулося до Постійної природоохоронної комісії Російського географічного товариства (на той час розробляло ідеї створення заповідників і національних парків, мало центри в Петрограді та Москві) з проханням надати роз'яснення щодо низки питань: Якими правами, якими статтями закону нормується створення заповідників? Як забезпечується на майбутнє непорушність заповідників? Як губернському земству отримати право на розпорядження заповідником? Який формальний порядок установи заповідних ділянок?.
Більшість членів Комісії мешкали у Москві і тому, можна припустити, знайомство з ними надихнуло М.Баєра на пропаганду ідей виділення цінних земель в природоохоронні території. У роки навчання Миколи Миколайовича в Московському межовому інституті, багато його професорів (здебільшого географів, геологів) були членами Російського географічного товариства. У той час один з ідеологів охорони природи, професор Московського університету і член Товариства Г. А. Кожевніков читав відкриті лекції на різні теми, що збирали студентів з різних інститутів. Саме він вигадав сучасне використання терміна «заповідник». Або, як він писав тоді — «заповідна ділянка». Найвірогідніше, саме середовище членів Російського географічного товариства надихнуло М.Баєра на природоохоронну діяльність.
Починаючи з 1913 року активна робота Полтавського товариства провадилась нерозривно з діяльністю Полтавського земства. За браком будь-яких природоохоронних державних органів, спільна діяльність у справі охорони природи, яку організували М. М. Баєр з боку Земства, і М. Ф. Ніколаєв з боку Полтавського Природничого Музею можна вважати першою в історії України спробою вирішити природоохоронні питання силами держави.

У своїх доповідях на земських зібраннях наголошувалось, що саме земство має очолити природоохоронну роботу:
Инициативу по проведенію въ жизнь идеи охраны природы изъ всѣхь учреждений въ губерніи можетъ взять на себя только губернское земство, какъ представительное учрежденіе большей части населенія, пользующееся наибольшимъ авгоритетомъ въ губерній, такъ и потому, что целый рядъ задач, входяшихъ въ понятіе охраны природы, ближайшимъ образомъ касается тѣхь экономіческіхъ интересовъ, которые обслуживаются земством.
Для осуществленія охраны памятниковъ природы земствормъ могутъ быть приняты следующіе мѣры:
1. Популяризація идеи охраны природы путемъ нечатныхъ изданій, чтеній и лекцій.
2. Принятіе мѣръ, направленнях къ созданію и охраны заповедных участковъ какъ на казенныхъ, такъ и на частныхъ земляхъ.
3. Ходатайство о проведеніи въ законодательномъ порядке законовъ объ усиленной охранѣ отдельныхъ растеній и животных!.

1914 року Полтавська земська управа вела переговори з великим землевласником (імовірно з Мекленбург-Стрілецьким) про створення та огородження заповідної ділянки степу в районі села Ланна під Карлівкою. У травні 1914 року поміщиця Зіньківського повіту Токарська, підтримала ініціативу Земства і передала під охорону Полтавського товариства любителів природи віковий дуб. У матеріалах земського зібрання, яке проходило 7—8 травня 1914, зазначено:
«Таких дубів, залишків стародавніх лісів, в Полтавській губернії збереглося мало, так що він представляє інтерес як пам'ятник природи і заслуговує охорони».
Приблизно в цей же час і граф Кочубей передав під охорону 160 десятин свого Карлівського бору біля Диканьки, що під Полтавою. Такими, напівофіційними заповідниками на Полтавщині були також урочище «Зруб» біля Диканьки і цілина в Стрюковскій економії Костянтиноградського повіту. У майбутньому ці неофіційно оголошені заповідники частково отримали охоронний статус (наприклад, Карлівський бір в наш час став регіональним ландшафтним парком «Диканський»).
Природоохоронна активність Полтавського земства відома лише в ті роки, коли в ній працював М. М. Баєр. 1919 року у Полтаві побачила світ пропагандистська книжка Миколи Миколайовича з охорони природи «Шануймо і бережімо рідний край», з якої було розпочато природоохоронну серію видань Полтавського природничого музею. У книжку були вкладені 2 «метелики» — листівки великого формату «Охороняйте степ» та «Охороняйте ліс». На жаль, невідомо, чи був сам М. Баєр автором тексту зазначених листівок. Не відомо, чим ще займався він у Товаристві, окрім підготовки зазначеного видання. Разом з тим, відомо, що про стан охорони природи у світі він був добре обізнаний. Зокрема, ці знання він використав, перекладаючи для Педагогічного Бюро Полтавської Губеріальної Народної Управи книжку американського письменника Е. Томпсона Сетона «Лобо». Книжка, розрахована на середній та старший шкільний вік, розказує драматичну історію волелюбного вовка, сюжет якої відбувається на півдні США. Згадуючи антилопу вилоріга у своєму перекладі, М. Баєр зробив авторську зноску про те, що цей вид є майже винищеним в США і що залишився він під надійною охороною лише на території Йєлоустоунського національного парку

### Київський період
В період першої світової війни Микола Миколайович разом з родиною виїхав до Києва. З вибухом Української національно-демократичної революції, він вступив до лав Української партії соціалістів-федералістів. Деякий час він працював керівником департаменту землеробства в уряді УНР. У цей час М. Баєр видав низку видань з земельного питання: «Земельна реформа і основи земельної політики на Україні» (1917), «Соціялізація чи земельна власність?» (1918) (рецензія на цю книжку з'явилась у газеті «Відродження»), «Про земельну справу» (1918). Книжки М. Баєра знаходились у продажу, для просвітницьких організацій продавались зі знижкою.
У період Гетьманату Павла Скоропадського 1 червня 1918 року був призначений на посаду межового інженера та старшого землеміру Київської губернської земельної управи. Також був прикомандирований до межового відділу Міністерства земельних справ.

### Станіславський період
Наприкінці 1918 р. Микола Баєр виїхав до м. Яремче разом зі своєю родиною, намагаючись порятувати життя дружини. Проте, ці намагання виявились марними. Весною 1919 р. Єлизавета Миколаївна померла, лишивши Миколу Миколайовича з трьома дітьми (Леся (Ольга) /1913/, Сергій /1916/ та Микола /1910/), в тому числі наймолодшому — Сергію, було лише три роки.
Після цього родинного нещастя Микола Баєр з головою поринув у політичну діяльність. Він став одним із засновників Української народної партії (хліборобів-власників). Ця партія була створена 15 травня 1919 р. у Станіславові (нині — Івано-Франківськ) політичними діячами Української Народної Республіки. Основоположниками цієї партії під гаслом «Свобода і праця» стали колишній український соціал-демократ М.Чудинів-Богун та колишній соціаліст-федераліст М. Баєр, який став її секретарем.

### Кам'янецький період
Улітку 1919 р. після поразки західноукраїнської революції, М. Баєр опинився у Кам'янці-Подільському, який у той час був тимчасовим політичним і адміністративним центром УНР. Він продовжив займатись політичною діяльністю, був активним діячем Української народної партії, яка дотримувалась правих поглядів. Під час гострої міжпартійної боротьби Українська народна партія блокувалась з УПСФ та народними республіканцями проти українських есерів та українських соціал-демократів, але великої ролі в політичному житті вона не відігравала. 30 жовтня 1919 р. Микола Баєр виступав від імені своєї партії на Державній Нараді УНР, на якій були присутні Головний отаман УНР Симон Петлюра, члени українського уряду та керівники політичних партій. Державні Наради УНР за часів Директорії УНР виконували функції представницької влади. Збиралися неперіодично для розгляду важливих політичних справ.
29 травня 1919 р. М. М. Баєр був обраний викладачем геодезії Кам'янець-Подільського державного українського університету (К-ПДУУ). Тут він став одним із фундаторів сільськогосподарського факультету, на якому у жовтні 1919 р. розпочав читати лекції.
Починаючи з грудня 1919 року в Кам'янці-Подільському була створена Українська національна рада на чолі з соціал-федералістом М. Корчинським, що встала в опозицію до уряду й Директорії, висловлюючи значно більш «праві» ідеї. Заступником голови був Ст. Баран (нац.-демократ), членами президії Рад — І. Липа (самостійник-соціаліст), В. Голубович (с.-р.) та представник Української народної партії — Микола Баєр. Метою створення Української національної Ради було «перехоплення» ініціативи в керівництві Українською народною республікою. Того ж грудня 1919 року відбулось засідання Укр. Нац. Ради у Відні, після чого там-таки, у Відні вийшла брошура М. М. Баєра «Причини аграрної революції на Україні і шляхи до розв'язання земельної справи».
Упродовж 1919—1920 рр. Микола Баєр викладав лекції із землеустрою та геодезії в Українському Народному університеті. Тут могли навчатись люди без належної середньої освіти. Платня викладачам там не виплачувалась. М. Баєр заснував на базі університету геодезичну станцію. 29 жовтня 1919 року Рада професорів затвердила його завідувачем геологічного кабінету. Викладав геодезію, аграрні дисципліни та сільськогосподарське законодавство.
У жовтні 1921 р. його призначили на посаду ректора утвореного після реорганізації Кам'янець-Подільського державного українського університету — сільськогосподарського інституту. Між іншим М. Баєр став першим ректором в історії новоствореного інституту. На перший погляд, викликає подив таке рішення Наркомату освіти — призначити ректором інституту колишнього активного діяча українських національно-визвольних змагань. Проте, кандидати-комуністи не мали відповідної кваліфікації, щоб керувати закладом вищої освіти, а Микола Баєр вважався невтомним організатором і вченим, який користувався великим авторитетом серед своїх колег.
На посаді ректора інституту він перебував до 22 листопада 1926 р. Одночасно викладав курси геодезії, землевпорядкування, аграрної політики, а також інших точних наук — математики, геометрії.

### Перша хвиля репресій
Проте, його попередня проукраїнська позиція не залишилась поза увагою місцевих чекістів. В список осіб, що потребують «дій» чекістів Баєр потрапив ще 3 серпня 1922 року. Загалом з Поділля в списку були п'ять викладачів вищих навчальних закладів, релігійний діяч та правозахисник. Щодо М. Баєра в списку значилось: «Керівник кафедри геодезії. Одночасно є ректором с-г інституту в Кам'янці. Брав активну участь у Петлюрівському русі і раніше за Петлюру працював у департаменті Землеробства. Тип шкідливий».

Миколу Баєра навіть планували депортувати за межі УСРР. Тим не менш йому вдалось пережити це і не тільки залишитись у місті, а й навіть зберегти посаду. За ректора СГІ особисто заступилася місцева влада. 11 вересня 1922 р. Малий пленум повітового виконавчого комітету, розглянув питання щодо намір М. Баєра і далі працбювати в Кам'янці, вирішив підтримати його і віддати чекістам:
«Приймаючи на увагу попередню діяльність гр. Баєра як ректора Сільськогосподарського інституту, ініціатора відкриття робфаку, організатора боротьби зі шкідниками, активного учасника нашої радянської преси по питаннях сільського господарства, його участь в громадській роботі, лояльність у ставленні до Радянської влади в минулому і користь його як громадянського діяча і робітника науки, а також що його було занесено повітовим з'їздом на червону дошку за корисну роботу, вважати корисним і можливим залишити його в м. Кам'янці для подальшої праці, про що підняти клопотання перед центром».

### Харківський період. Друга хвиля репресій
1927 року, Микола Миколайович із дружиною переїхав до Харкова, де влаштувався на роботу до Харківського геодезичного інституту.
Вже у перші місяці після переїзду за М. Баєра «взялись» органи прокуратури. У ніч з 5 на 6 березня 1928 року була проведена операція по т.зв. «українському к-р активу», у Харкові було арештовано 36 чоловік, що тісно співпрацювали з Харківською хліборобською організацією. В оселях 12 з них проведені обшуки. Серед них і М. Баєр (Байєр). Микола Миколайович був одним з двох, серед усіх арештованих, хто не побоявся зізнатись у своїй участі в Харківській хліборобській організації, хоча цінних відомостей слідству не надав.
У 1930 р. до тодішньої столиці УСРР з Кам'янця-Подільського переїхала також уся його сім'я. Спочатку М.Баєр працював професором геодезії, а потім разом з льотчиком Белабрамом почав займатись аерофотозйомкою, що на той час, як і тепер, було заняттям із грифом секретності «для спеціального користування».
Після ліквідації геодезичного інституту Микола Миколайович з 1935 р. викладав в Харківському будівельному інституті. Проживали з родиною у флігелі інституту. Проте, в період «великого терору» йому пригадали те, що він був активним у роки самостійності незалежної України. Висували і зовсім безглузді звинувачення. Наприклад, його звинувачували у тому, що він вів свої конспекти чорним, синім і червоним олівцями, звідси робився зовсім абсурдний висновок, що він начебто фашист. Інкримінували вченому і співробітництво з японською розвідкою через те, що він працював з картами Далекого Сходу, та арештували 1937 року.
Син М.М. Баєра - Микола (на той час працював редактором державного сільськогосподарського видавництва (тепер - видавництво "Колос") після переслідувань наклав на себе руки, заявивши, що більшовики "ті самі фашисти, що були в Києві 1918-го", що свідчить про актуальність політичних тем у родині. В майбутньому син М.М. Баєра (молодшого) - Байєр Володимир Миколайович стане видатним фізиком.

### Сочинський період
Наступні кілька років М. М. Баєр з дружиною жив у Сочі, а діти Ніна і Андрій — в м. Умань у сестри від першого шлюбу Олесі та брата Миколи, які на той час мешкали там. Микола Миколайович викладав у школі і під час німецької окупації. У післявоєнний період його не депортували до Сибіру (як багатьох етнічних німців), оскільки він працював перекладачем з німецької мови і був необхідний для влади. Натомість до Сибіру депортували родину Баєрів

### Білоруський період. Третя хвиля репресій
Микола Миколайович ненадовго переїхав на роботу до Білоруської академії сільського господарства, де працював асистентом. Проте у 1946 році Радянська армія розшукала у післявоєнній Польщі «нові» документи, що свідчили про спільну роботу М. Баєра з С. Петлюрою. Це антибільшовицьке минуле разом з його німецькою етнічністю та тим фактом, що в той час, коли він складав карти Східного Сибіру, дало підстави для звинувачення його у передачі японцям державних таємниць і відправлення його в північний табір поблизу Воркути. Микола Миколайович був знову заарештований у 1948 році. 11 липня 1949 року позасудовий орган відправив М. Баєра на 10 років у сталінські табори системи ГУЛАГ. За свідченнями родичів покарання відбував у Мордовії, селище Явас. Працював бібліотекарем у колонії для ув'язнених. Рятуючись від цинги, пив хвойний відвар, внаслідок чого зіпсував собі нирки. Це стало причиною важкої хвороби. Відбув політичне покарання не повністю, був звільнений 1956 року, після смерті Сталіна, але після звільнення прожив зовсім небагато. В копменсацію за "хибне" засудження, уряд СРСР виплативі М.М. Баєру коменсацію в сумі двох місячних окладів .

### Кінець життєвого шляху
Після ув'язнення повернувся Микола Миколайович до родини у Сочі. Жили у будинку-гуртожитку з коридорним плануванням, на схилі гори Лисої. До кімнати, трохи більшої за ліжко, була прибудована кухня і тому входили до помешкання не загального коридору, а з надвору. Туалет та колонка із водою були у загальному дворі. Митись доводилось ходити до кочегарки. Сьогодні цього будинку вже немає (особисте повідомлення Г. А. Новіцької).
Народні методи лікування, до яких Микола Миколайович вдався у засланні, щоб порятувати себе від цинги, сильно підірвали здоров'я. У 1960 р. за рекомендацією лікаря, він поїхав лікувати нирки з Сочі до Харкова. Саме в Харкові 1964 року помер у лікарні, похований у Харкові (кладовище №9).
Реабілітований Указом Президії Верховної Ради СРСР «Про додаткові міри щодо відновлення справеливості по відношенню до жертв репресій, що мали місце в період 30—40-х і початку 50-х років» 16.01.1989 року.
Відомості про дату смерті М. М. Баєра, подробиці реабілітації та низка інших принципових деталей біографії не встановлені. 1975 року вдова Миколи Баєра, Марія Дем'янівна, переїхала до доньки Ніни у Нальчик.

Родина Баєрів у Сочі, орієнтовно 1955—1956 рік. В першому ряду: Владислав Костянтинович Гейм (онук М. М. Баєра). В другому ряду: Марія Демьянівна Цинглер (дружина М. М. Баєра), Сергій Миколайович Баєр (син М. М. Баєра), Олеся Миколаївна Баєр (донька М. М. Баєра), М. М. Баєр, Андрій Миколайович Баєр (син М. М. Баєра). В третьому ряду: невідома, Костянтин Олексійович Гейм (чоловік Ніни Баєр), Ніна Миколаївна Баєр (донька М. М. Баєра). На фото видно помешкання Баєрів у Сочі. Родина Баєрів у Сочі, орієнтовно 1955—1956 рік. В першому ряду: Владислав Костянтинович Гейм (онук М. М. Баєра). В другому ряду: Марія Демьянівна Цинглер (дружина М. М. Баєра), Сергій Миколайович Баєр (син М. М. Баєра), Олеся Миколаївна Баєр (донька М. М. Баєра), М. М. Баєр, Андрій Миколайович Баєр (син М. М. Баєра). В третьому ряду: невідома, Костянтин Олексійович Гейм (чоловік Ніни Баєр), Ніна Миколаївна Баєр (донька М. М. Баєра). На фото видно помешкання Баєрів у Сочі. Фото з родинного архіву А. К. Гейма.

## Нащадки М.М.Баєра
- Гейм Андрій Костянтинович — лауреат Нобелевської премії 2010 року (з фізики)
- Сергій Миколайович Бейєр — відомий фізик.

## Публікації М. Баєра
1. Байєр М. М. Завдання кадастру на Україні // Червона правда. 1922. № 11.
2. Байєр Микола. Земельна реформа і основи земельної політики на Україні [Текст] / написав Межовий Инженір Микола Байєр; Інформ. бюро Київ. губерн. зем. управи. — К.: Друк. АТ Ун-ту св. Володимира М. Т. Корчак-Невицького, 1917. — 47 с.
3. Бейєр М. Соціялізація чи земельна власність? [Текст] / М. Бейєр. — К.: Упр. Пошт. і Телеграфів, 1918. — 16 с.
4. Бейєр М. Про земельну справу [Текст] / М. Бейєр. — К.: Видавництво Товариства ширення народної культури Тип. АО «Юж. Копейка», 1918. — 15 с.
5. Бейєр М. Земельна реформа [?][12]
6. Бейер М. М. Шануймо і бережімо свій рідний край / М. М. Бейєр. — Полтава: Полтав. природничий музей, 1919-. — 23 см — (Серія видань по охороні природи). Кн. 1. — 1919. — 16 с., 2 арк. вкл.
7. Бейер, М. Причини аграрної революції на Україні і шляхи до розв'язання аграрної справи. Відень, 1920;
8. Бейєр Микола. На спогад співця краси Лесі Українки // Селянське слово. — К., 1918. 4 серпня. № 11. — С. 3.
9. Баєр М. М. До питання організації помірів при радянському земле влаштуванню. — Камянець на Поділлю, 1926. — 11 с.
10. Баєр М. М. Пристосування таблиць наростків координат для обліку поля (площи) фігури за координатами її вершин. Камянець на Поділлю, 1927. — 8 с.
11. Баєр М. М. Спроба обґрунтувати необхідну й достатню точність означення поля (площи) при земле урядженню. — Камянець на Поділлю, 1927. — 11с.
12. Баєр М. М. До методики викладання геодезії по вищих спеціальних школах. — Камянець на Поділлю: Друк. ім. Леніна, 1924. — 14 с.
13. Баєр М. Науково-дослідча кафедра природи, сільського господарства й культури Поділля при Камянець-Подільському СГІ // Записки сільськогосподарського інституту у Камянці на Подолі, 1927. — Кн 4.
14. Баєр М. М. Підсумки будівництва Кам'янецького Сільсько-Господарського Інституту та перспективи його розвитку: відбитки з кн. 4-ї «Записок С.-Г. Інституту в Кам'янці на Поділлі». Кам'янець на Поділлю: друкарня імені Леніна, 1927. 21 с.

## Переклади за авторством М. Баєра
1. Гауф, Вільгельм (1802—1827). Альманзорові пригоди: [казка] / Вільгельм Гауф; з нім. мови переклав М. Бейєр; Пед. Бюро Полтав. Губерніял. Нар. Управи. — Полтава: [б. в.], 1918. — 31 с.
2. Томпсон-Сетон, Ернест. Лобо, король вовків на Курумпо / Томпсон-Сетон; переклав М. Бейєр; Пед. Бюро Полтав. Губерніял. Нар. Управи. — Полтава: [б. в.], 1918. — 23 с.
3. Сетон-Томпсон, Ернест. Наші приятелі: оповідання про собак / Е. Сетон-Томпсон; з мал. Є. Балути; пер. М. Бейєр; Пед. Бюро Полтав. Губерн. Земства. — Полтава: Труд, 1918. — 48, [1] с.